# Dirección de marketing
La dirección de marketing es el proceso de desarrollo de estrategias y planificación de productos o servicios, publicidad, promociones, ventas para llegar al segmento de clientes deseado. Dependiendo de la industria, el contexto regulatorio también puede ser importante para examinar en detalle.

## Estructura
La dirección de marketing emplea herramientas de economía, investigación de mercados y estrategia competitiva para analizar el contexto de la industria, la empresa o la organización en la que opera la empresa u organismo. 
Estos incluyen las cinco fuerzas de Porter, el análisis de grupos estratégicos de competidores, el análisis de la cadena de valor y otros.
En el análisis de competidores, los comercializadores construyen perfiles detallados de cada competidor en el mercado, centrándose en sus fortalezas y debilidades competitivas relativas utilizando el análisis DAFO. Los gerentes de marketing examinarán la estructura de costos de cada competidor, fuentes de beneficios, recursos y competencias, posicionamiento competitivo y diferenciación de productos, grado de integración vertical, respuestas históricas a los desarrollos de la industria, y otros factores.
La dirección de marketing a menudo realiza investigación de mercado para realizar análisis de marketing. Los comercializadores emplean una variedad de técnicas para realizar estudios de mercado, pero algunas de las más comunes son:
- Investigación de marketing cualitativa, como grupos focales y diversos tipos de entrevistas.
- Investigación cuantitativa de marketing, como encuestas estadísticas.
- Técnicas experimentales tales como mercados de prueba.
- Técnicas de observación como la observación etnográfica (in-situ).

Los gerentes de mercadotecnia también pueden diseñar y supervisar diversos procesos de exploración ambiental e inteligencia competitiva para ayudar a identificar tendencias e informar el análisis de mercadotecnia de la compañía.

### Auditoría de marca
Una auditoría de marca es un examen exhaustivo de la posición actual de una marca en una industria en comparación con sus competidores y el examen de su efectividad. Cuando se trata de la auditoría de marca, seis preguntas deben ser examinadas y evaluadas cuidadosamente:
1. qué tan bien funciona la estrategia de marca actual de la empresa,
2. cuáles son las fortalezas y debilidades de los recursos establecidos de la compañía,
3. cuáles son sus oportunidades y amenazas externas,
4. cuán competitivos son los precios y costos de la empresa,
5. cuán fuerte es la posición competitiva de la empresa en comparación con sus competidores, y
6. qué problemas estratégicos enfrenta el negocio.

Cuando una empresa está llevando a cabo una auditoría de marca, el objetivo es descubrir las fortalezas de los recursos de los negocios, las deficiencias, las mejores oportunidades de mercado, las amenazas externas, la rentabilidad futura y su posición competitiva en comparación con los competidores existentes. Una auditoría de marca establece los elementos estratégicos necesarios para mejorar la posición de la marca y las capacidades competitivas dentro de la industria. Una vez que una marca es auditada, cualquier negocio que acabe con un fuerte desempeño financiero y una posición de mercado es más probable que no tener una estrategia de marca apropiadamente concebida y efectivamente ejecutada.
Una auditoría de marca examina si la participación de un negocio en el mercado está aumentando, disminuyendo o estable. Determina si el margen de ganancia de la compañía está mejorando, disminuyendo y cuánto es en comparación con el margen de ganancia de los competidores establecidos. Además, una auditoría de marca investiga las tendencias de las ganancias netas de un negocio, el retorno de las inversiones existentes y su valor económico establecido. Determina si la capacidad financiera y la calificación crediticia de todo el negocio están mejorando o empeorando. Este tipo de auditoría también evalúa la imagen y reputación de una empresa con sus clientes. En adición, una auditoría de marca busca determinar si un negocio se percibe o no como un líder de la industria en tecnología, ofreciendo innovaciones de productos o servicios, junto con un servicio al cliente excepcional, entre otros temas relevantes que los clientes utilizan para decidir sobre un marca de preferencia.
Una auditoría de marca generalmente se centra en las capacidades de un negocio y recursos, ya que estos son los elementos que mejoran su competitividad. Las fortalezas competitivas de un negocio pueden existir en varias formas. Algunas de estas formas incluyen conocimientos especializados o pertinentes, valiosos activos físicos, valiosos activos humanos, valiosos activos organizacionales, valiosos activos intangibles, capacidades competitivas, logros y atributos que posicionan el negocio en un ventajas competitivas, alianzas o emprendimientos cooperativos.
El concepto básico de una auditoría de marca es determinar si las fortalezas de los recursos de una empresa son activos competitivos o pasivos competitivos. Este tipo de auditoría busca asegurar que una empresa mantenga una competencia distintiva que le permita construir y reforzar su ventaja competitiva. Además, una auditoría de marca exitosa busca establecer lo que un negocio capitaliza en el mejor, su nivel de experiencia, fortalezas de recursos, y las capacidades competitivas más fuertes, a la vez que apuntan a identificar la posición de un negocio y el rendimiento futuro.

### Estrategia de marketing
Artículo principal: Estrategia de marketing
A menudo se seleccionan dos segmentos de clientes como objetivos porque anotan altamente en dos dimensiones:
1. El segmento es atractivo para servir porque es grande, creciendo, hace compras frecuentes, no es sensible al precio (es decir, está dispuesto a pagar altos precios), u otros factores; y
2. La compañía tiene los recursos y las capacidades para competir para el negocio del segmento, puede cubrir sus necesidades mejor que la competición, y puede hacer tan provechoso.[2]

Una definición comúnmente citada de marketing es simplemente "satisfacer las necesidades de forma rentable".
La implicación de seleccionar segmentos de destino es que el negocio asignará posteriormente más recursos para adquirir y retener a los clientes en los segmentos de destino que para otros clientes no específicos. En algunos casos, la empresa puede ir tan lejos como para alejar a los clientes que no están en su segmento de destino. El portero en un club nocturno ostentoso, por ejemplo, puede negar la entrada a las personas vestidas de manera anticuada porque el negocio ha tomado una decisión estratégica para dirigirse a la "alta moda" segmento de los clientes de discoteca.
En conjunto con las decisiones de orientación, los gerentes de marketing identificarán el posicionamiento deseado que desean que la empresa, el producto o la marca ocupen en la mente del cliente objetivo. Este posicionamiento a menudo es un encapsulamiento de un beneficio clave que ofrece el producto o servicio de la compañía que es diferenciado y superior a los beneficios ofrecidos por los productos de la competencia. Por ejemplo, Volvo ha posicionado tradicionalmente sus productos en el mercado del automóvil en Norteamérica con el fin de ser percibido como el líder en "seguridad", mientras que BMW ha posicionado tradicionalmente su marca para ser percibida como el líder en "rendimiento".
Idealmente, el posicionamiento de una empresa se puede mantener durante un largo período de tiempo porque la compañía posee, o puede desarrollar, alguna forma de ventaja competitiva sostenible. El posicionamiento también debe ser lo suficientemente relevante para el segmento objetivo, de forma que conduzca el comportamiento de compra de los clientes objetivo. En definitiva, la rama de marketing de una empresa se ocupa de la venta y la popularidad de sus productos entre las personas y sus clientes, ya que el objetivo central y eventual de una empresa es la satisfacción del cliente y el retorno de los ingresos.
Para lograr Una buena estrategia de marketing es muy importante saber el segmento de mercado a quien va dirigido nuestro producto, conociendo las necesidades de este será más fácil lograr estrategias. La innovación es una de esas estrategias clave para llamar la atención del consumidor, ya que nuestra tarea como mercadotécnicos es cumplir con sus expectativas y no quedarnos siempre en lo mismo. Los productos posicionados en el mercados siempre están avanzando tecnológicamente, con publicidad llamativa y ofertas para que llegue a todas partes, esto ha logrado el éxito de muchos. No se puede quedar en lo mismo porque llegaran nuevos mercados. No hay que tenerme miedo a los negocios, si tenemos en cuenta todo lo que nos ofrece el marketing podemos llegar a lograr los objetivos.

### Planificación de la implementación
Artículo principal: Plan de marketing
Si la empresa ha obtenido una adecuada comprensión de la base de clientes y su propia posición competitiva en la industria, los gerentes de marketing pueden tomar sus propias decisiones estratégicas clave y desarrollar una estrategia de marketing diseñada para maximizar los ingresos y beneficios de la empresa. La estrategia seleccionada puede tener como objetivo cualquiera de una variedad de objetivos específicos, incluyendo la optimización de los márgenes de las unidades a corto plazo, el crecimiento de los ingresos, la cuota de mercado, la rentabilidad a largo plazo u otros objetivos.
Una vez identificados los objetivos estratégicos de la firma, se ha seleccionado el mercado objetivo y se ha determinado el posicionamiento deseado para la empresa, el producto o la marca, los gestores de marketing se centran en cómo implementar mejor la estrategia elegida. Tradicionalmente, esto ha implicado la planificación de la ejecución a través de los "4 picosegundos" de: gerencia de producto, tasación (en qué ranura del precio un productor coloca un producto, e.g. precio bajo, medio o alto), lugar (el lugar o el área donde los productos van a ser vendidos, que podría ser local, regional, nacional o internacional) (es decir, canales de venta y distribución), y Promoción.
Tomadas en conjunto, las opciones de implementación de la compañía a través de los 4 Ps se describen a menudo como la mezcla de marketing, lo que significa la mezcla de elementos que el negocio va a emplear para "ir al mercado" y ejecutar la estrategia de marketing. El objetivo general de la mezcla de mercadeo consiste en ofrecer consistentemente una propuesta de valor convincente que refuerce el posicionamiento elegido de la empresa, fortalezca la lealtad de los clientes y la equidad de marca entre los consumidores objetivo, y logre el marketing y las finanzas de la empresa objetivos.
En muchos casos, la dirección de marketing desarrollará un plan de marketing para especificar cómo la empresa ejecutará la estrategia elegida y logrará los objetivos del negocio. El contenido de los planes de marketing varía de firme a firme, pero comúnmente incluye:
- Un resumen ejecutivo
- Análisis de la situación para resumir los hechos y los conocimientos adquiridos a partir de la investigación de mercado y análisis de marketing
- La declaración de la misión de la compañía o la visión estratégica a largo plazo
- Una declaración de los objetivos clave de la empresa, a menudo subdividida en objetivos de marketing y objetivos financieros
- La estrategia de marketing que ha elegido la empresa, especificando los segmentos objetivo que se perseguirán y el posicionamiento competitivo que se alcanzará
- Opciones de implementación para cada elemento de la mezcla de marketing (las 4 Ps)

### Gestión de proyectos, procesos y proveedores
En términos más generales, los gerentes de marketing trabajan para diseñar y mejorar la efectividad de los procesos de marketing básicos, como el desarrollo de nuevos productos, la gestión de marcas, las comunicaciones de marketing y el precio. Los comercializadores pueden emplear las herramientas de reingeniería de procesos de negocios para asegurar que estos procesos estén correctamente diseñados, y utilizar una variedad de técnicas de administración de procesos para mantenerlos funcionando sin problemas.
La ejecución efectiva puede requerir la administración de los recursos internos y una variedad de proveedores externos y proveedores de servicios, como la agencia de publicidad de la empresa. Por lo tanto, los vendedores pueden coordinar con el Departamento de compras de la compañía en la adquisición de estos servicios. En el área de gestión de agencias de marketing (es decir, trabajando con agencias de marketing externas y proveedores) hay técnicas como la evaluación del desempeño de la agencia, el alcance del trabajo, la compensación de incentivos, RFx y el almacenamiento de la información de la agencia en una base de datos de proveedores.

### Sistemas de reportes, mediciones, retroalimentación y control
La dirección de marketing emplea una variedad de métricas para medir el progreso en contra de los objetivos. Es responsabilidad de los gestores de marketing asegurar que la ejecución de los programas de marketing logre los objetivos deseados y lo haga de manera rentable.
Por lo tanto, la administración de marketing a menudo utiliza varios sistemas de control organizacional, como pronósticos de ventas, y programas de incentivos de fuerza de ventas y revendedores, sistemas de gestión de fuerza de ventas y herramientas de gestión de relaciones con el cliente (CRM). Algunos proveedores de software han empezado a utilizar el término administración de operaciones de marketing o administración de recursos de marketing para describir sistemas que faciliten un enfoque integrado para controlar los recursos de marketing. En algunos casos, estos esfuerzos pueden estar relacionados con varios sistemas de gestión de la cadena de suministro, como la planificación de recursos empresariales (ERP), la planificación de necesidades de materiales (MRP), la respuesta eficiente del consumidor (ECR) y los sistemas de gestión de inventario.

### Organización de un departamento de marketing
Los perfiles necesarios para organizar un departamento de marketing son:
- Director de marketing.
- Community manager.
- Content manager
- Diseñador.
- Experto SEO.
- Experto PPC.
- Programador.

### Gestión de marketing internacional
La globalización ha llevado a algunas firmas a comercializar más allá de las fronteras de sus países de origen, haciendo del marketing internacional parte de la estrategia de mercadeo de esas firmas. Los gerentes de marketing son a menudo responsables de influir en el nivel, el tiempo y la composición de la demanda del cliente. En parte, esto se debe a que el papel de un gerente de mercadeo (o a veces llamado Gerente de marketing en pequeñas y medianas empresas) puede variar significativamente basándose en el tamaño de una empresa, la cultura corporativa y el contexto de la industria. Por ejemplo, en una pequeña y mediana empresa, el gestor de marketing puede contribuir tanto en las funciones de gestión como en las de comercialización de las marcas de la empresa. En una gran empresa de productos de consumo, el Gerente de marketing puede actuar como el gerente general de su producto asignado. Para crear una estrategia de gestión de marketing efectiva y rentable, las empresas deben poseer una comprensión detallada y objetiva de su propio negocio y del mercado en el que operan. Al analizar estos temas, la disciplina de la gerencia de mercadeo a menudo se superpone con la disciplina relacionada de la planificación estratégica.